# Piracaia
Piracaia, egentligen Marcelo Gonçalves de Oliveira, född 17 april 1971 i São Paulo, Brasilien, är en brasiliansk före detta fotbollsspelare. Han spelade större delen av sin karriär i Finland.
Piracaia spelade 15 säsonger och 324 matcher i finska Tipsligan mellan 1992 och 2007. Han vann två Finska mästerskap med FC Jazz, 1993 och 1996. År 1998/1999 spelade han i Uefa Champions League med HJK. 
I Allsvenskan representerade Piracaia AIK år 1997–1998. Han var den förste brasilianaren i AIK.
Piracaia har också spelat i Tunisien och Algeriet. Idag[när?] bor han i Björneborg och arbetar som personlig tränare. Piracaia är också spelande tränare i Musan Salama som spelar i Finska Tvåan.

## Meriter
- Svensk mästare 1998
- Finsk mästare 1993, 1996
- Finsk cupmästare 1998